# Maisoncelle-et-Villers
Maisoncelle-et-Villers is een gemeente in het Franse departement Ardennes in de regio Grand Est en telt 68 inwoners (2018). De gemeente maakt deel uit van het arrondissement Sedan.

## Geschiedenis
De gemeente werd gevormd in 1828 door de fusie van Maisoncelle en Villers-devant-Raucourt. Deze gemeente maakte deel uit van het kanton Raucourt-et-Flaba tot dit op 22 maart werd opgeheven en gemeenten werden opgenomen in het kanton Vouziers.

## Geografie
De oppervlakte van Maisoncelle-et-Villers bedraagt 10,0 km², de bevolkingsdichtheid is dus 7,4 inwoners per km².
De onderstaande kaart toont de ligging van Maisoncelle-et-Villers met de belangrijkste infrastructuur en aangrenzende gemeenten.

## Demografie
Onderstaande figuur toont het verloop van het inwonertal (bron: INSEE-tellingen).
Vanwege een beveiligingsprobleem met de MediaWiki Graph-software is het momenteel niet mogelijk deze grafiek weer te geven. Zodra de software is bijgewerkt zal de grafiek vanzelf weer zichtbaar worden.

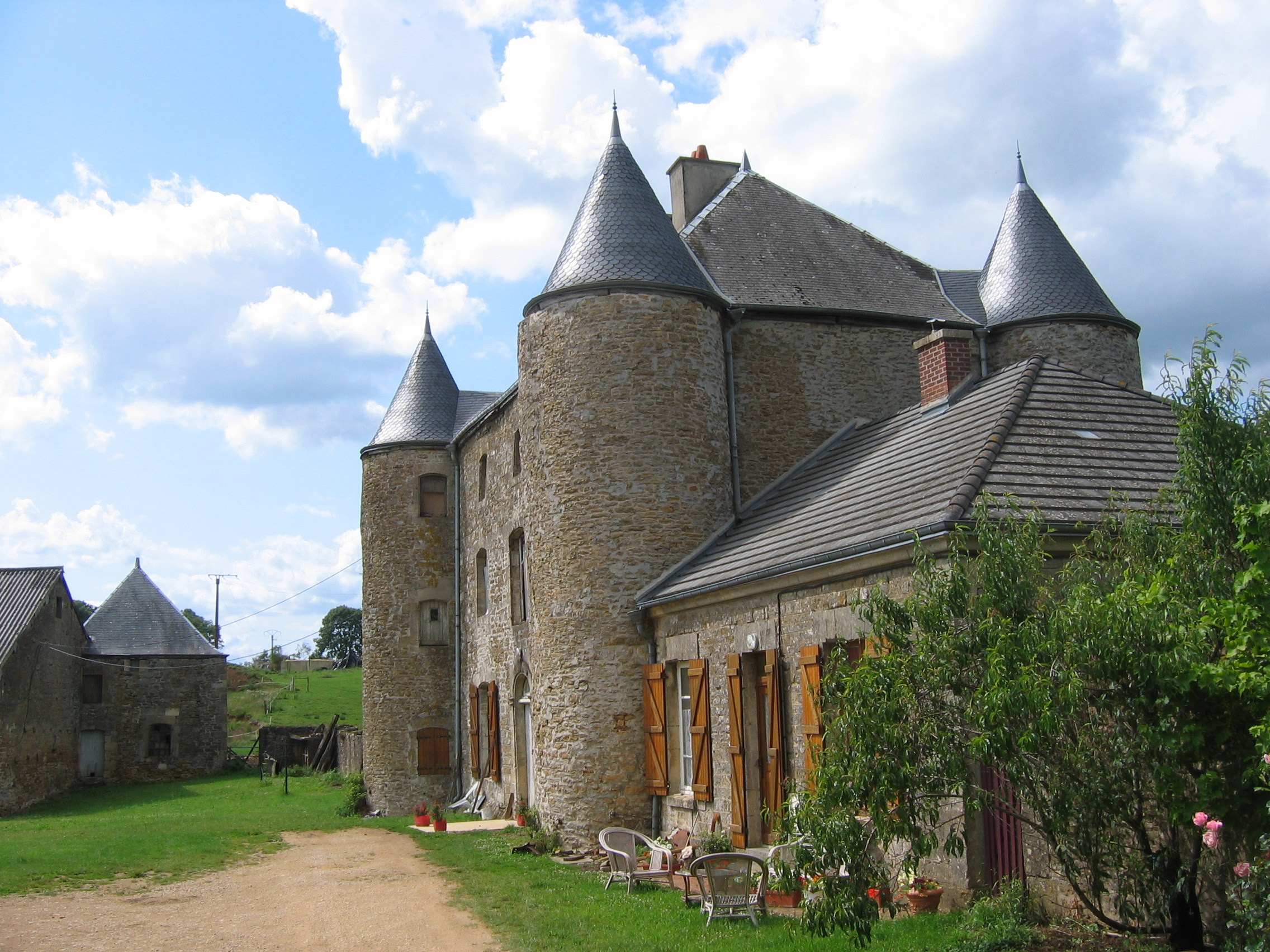
Kasteel van Villers
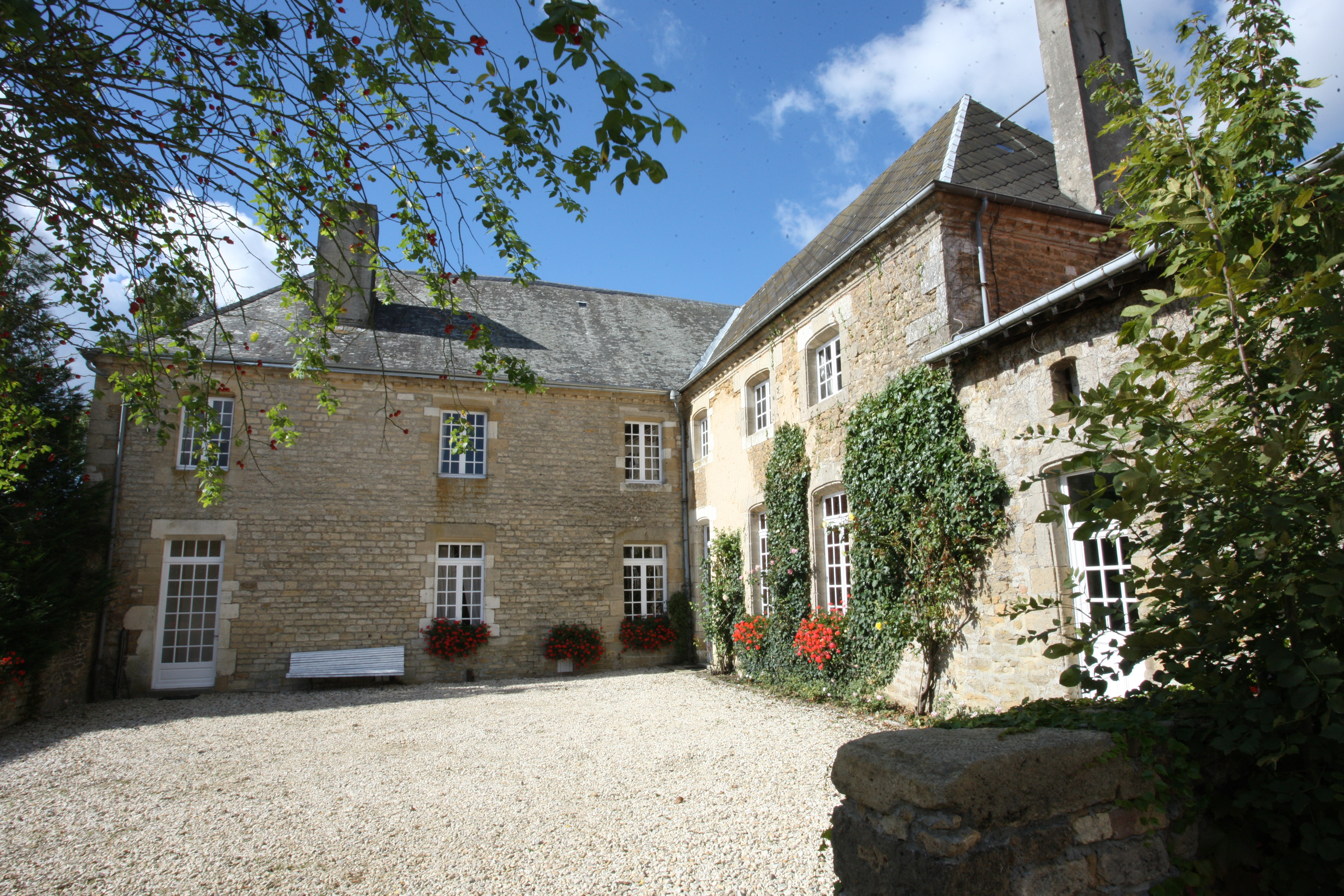
Versterkt huis van La Raminoise